# Goodmans muslemur
Goodmans muslemur (Microcebus lehilahytsara) är en av två nya lemurarter som upptäckts av tyska och madaskanska forskare. Lemur-arten blev uppkallad efter den amerikanske forskaren Steve Goodman.
Arten kännetecknas av sin storlek, den är inte större än en mus (därav "mus-lemur"), och har en vit rand på nosen. Den har brun, orange och vit päls, och runda öron.
Lehilahytsara betyder "bra man" (eng: good man) på Malagasy.
- 2005 - Goodman mottog MacArthur Foundation Prize för sin upptäckt och vidare forskning i Madagaskar.